# Sungai Meranti
Sungai Meranti is een bestuurslaag in het regentschap Labuhan Batu Selatan van de provincie Noord-Sumatra, Indonesië. Sungai Meranti telt 10.780 inwoners (volkstelling 2010).